# Паласио де лос Лопес
Паласио де лос Лопес (на испански: Palacio de los López) е дворец в парагвайската столица Асунсион.
Той е официално седалище на изпълнителната власт в страната и официално работно място на президента на Република Парагвай.
Паласио де лос Лопес е сред най-красивите и емблематични обекти в Асунсион. Всеки ден бива посещаван от стотици туристи. 
Как е построен Лопес?
Историята на построяването на тази сграда е свързана с името на Франсиско Солано Лопес, син на Парагвайския президент Карлос Антонио Лопес и богородица Лазаро Рожас, предприемач от френски произход. Дизайнът на двореца Лопес е работил архитект Франсиско Уиснър, а прякото строителство, което започва през 1857 г., се ръководи от Алонсо Тейлър.
Самият Франциско Лопес никога не е живял в този дворец. Факт е, че по време на военните години строителството се е състояло срещу Тройния алианс. В продължение на седем години Асунсион е бил зает от бразилските войски, а самият дворец Лопес е бил седалището им. В резултат на войната сградата е частично разрушена и ограбена.